# Candice Night
Candice Night (ur. 8 maja 1971 w Hauppauge, Nowy Jork) – amerykańska wokalistka i twórczyni tekstów z folkowo-rockowej brytyjskiej grupy Blackmore’s Night.

## Życiorys
Candice rozpoczęła karierę już w wieku 12 lat, kiedy zaczęła zarabiać jako modelka. Następnie pracowała w lokalnej rozgłośni radiowej w Nowym Jorku, kiedy w 1989 roku poznała Ritchiego Blackmore’a, ówcześnie muzyka zespołu Deep Purple. Połączyły ich wspólne zainteresowania, a jednym z nich była fascynacja czasami renesansu.
Już w czasach gry Ritchiego w zespole Deep Purple, Candice Night (prawdziwe nazwisko to Candice Lauren Isralow) udzielała się wokalnie w chórkach. Następnie Blackmore odszedł z zespołu i postanowił powrócić do projektu Rainbow. Wraz z tym zespołem nagrał płytę Stranger in Us All, a w nagraniach uczestniczyła Candice, która oprócz wkładu wokalnego, napisała teksty dla czterech utworów zawartych na płycie.
Kolejnym krokiem Ritchiego Blackmore’a było założenie zespołu Blackmore’s Night, którego nazwa powstała z połączenia nazwisk jego oraz jego partnerki. Zespół ten, jest wyjątkowym przedstawicielem gatunku muzyki starodawnej lub też gatunku renensansowego folk rocka.
Od samego momentu powstania, zespół jest doceniany przez słuchaczy, a płyty wydane pod szyldem Blackmore’s Night, kilkukrotnie zdobyły status złotej płyty. Candice w trakcie działalności nie ogranicza się tylko do śpiewu i pisania tekstów, ale poszerzała swoje horyzonty muzyczne i nauczyła się grać na tak nietypowych i starodawnych instrumentach jak: szałamaja, flażolet irlandzki, cornamusa, rauschpfeife czy przebierka (piszczałka melodyczna od dud).
Candice Night zaśpiewała na płycie Helloween zatytułowanej „Keeper of the Seven Keys – The Legacy” w utworze „Light the Universe”. Na jej koncie jest rola Orii w rock operze „Story of Aina”. Wzięła udział w nagraniach czterech utworów wraz z zespołem Beto Vázquez Infinity na ich albumie Infinity – na tej samej płycie zaśpiewały też Tarja Turunen z zespołu Nightwish oraz Sabine Edelsbacher z zespołu Edenbridge.
W październiku 2008 poślubiła Ritchiego Blackmore’a, Jej managerem jest Carole Stevens.
Wiosną 2008 roku wzięła udział w zdjęciach do filmu noszącego tytuł „Pray for Light”. Premiera jest zaplanowana na rok 2009 a Candice zagrała jedną z dwóch głównych ról wraz z Geoffem Tate znanym z zespołu Queensrÿche.
W 2015 roku Night wypuściła pod własnym nazwiskiem płytę „Starlight, Starbright” z kołysankami i piosenkami dla dzieci.

## Dyskografia

### jako Candice Night
- Starlight, Starbright (2015)

### z zespołemRainbow
- Stranger in Us All (1997)

### z zespołemHelloween
- Light the Universe utwór z ich płyty Keeper of the Seven Keys – The Legacy (2008)

### z zespołemBeto Vázquez Infinity
- Cztery utwóry na płycie Infinity (2001)